# Ulica Paryska w Warszawie
 Ulica Paryska – ulica na Saskiej Kępie w Warszawie.

## Opis
Ulica jest częścią ciągu − Wersalska − Paryska – plac Przymierza − Francuska − rondo Waszyngtona. Ma początek przy zbiegu ulic Wersalskiej i Brukselskiej a kończy się przy placu Przymierza. Po drodze krzyżuje się z aleją Stanów Zjednoczonych (wiadukt Trasy Łazienkowskiej) oraz ulicami: Meksykańską (po stronie wschodniej) i Szczuczyńską (po zachodniej).
Nazwa ulicy została nadana uchwałą Rady Miejskiej Warszawy z dnia 27 września 1926.
Jest ulicą jednojezdniową, bez wytyczonej ścieżki rowerowej. Po obu stronach przeważają kamienice z lat powojennych.

## Ważniejsze obiekty
- Prawosławne Seminarium Duchowne w Warszawie
- Dom wielorodzinny Edmunda Wolframa

## Inne informacje
- Na samym początku ulicy znajdowała się kiedyś jedna z niewielu, w PRL-u, automatycznych myjni samochodowych. Obecnie teren ten zajmuje budynek Centrum Promocji Kultury – Klub Kultury „Saska Kępa”.
- Do roku 1973, na początku ulicy zlokalizowana była pętla autobusowa. Obecnie w tym miejscu znajduje się rondo.

## Galeria

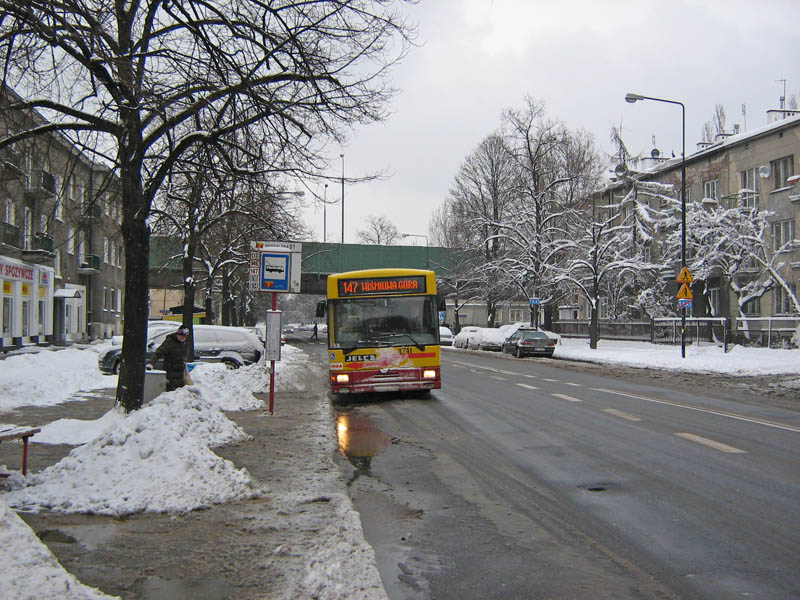
Linia 147 na ulicy Paryskiej
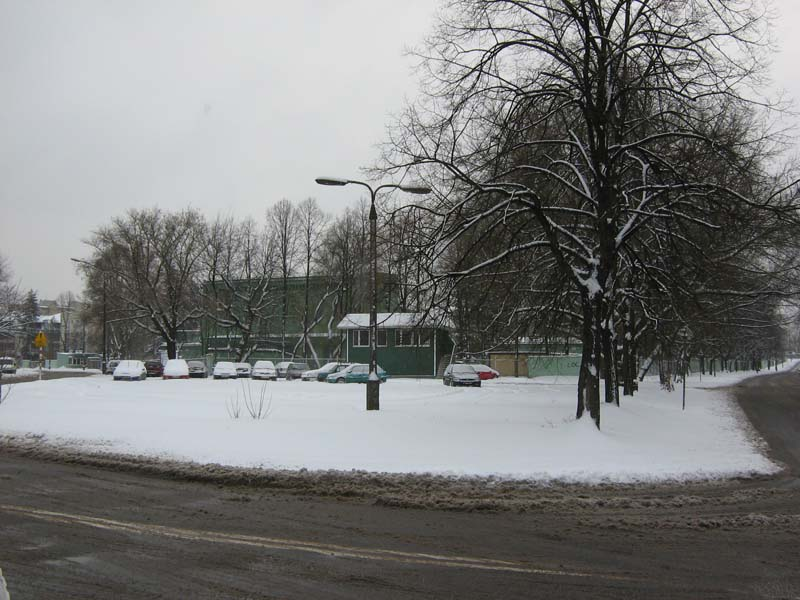
Miejsce po dawnej myjni
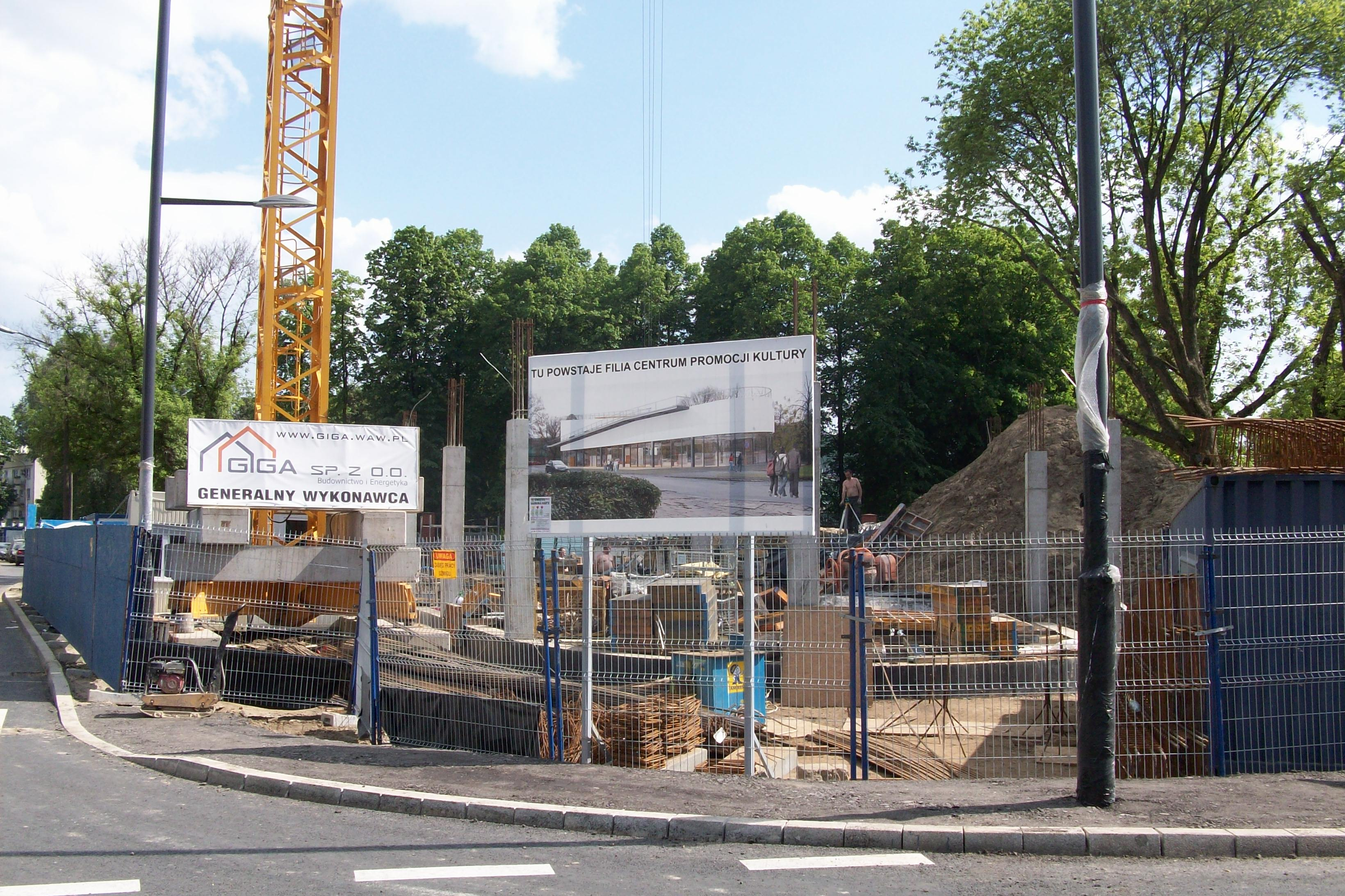
Budowa filii Centrum Promocji Kultury
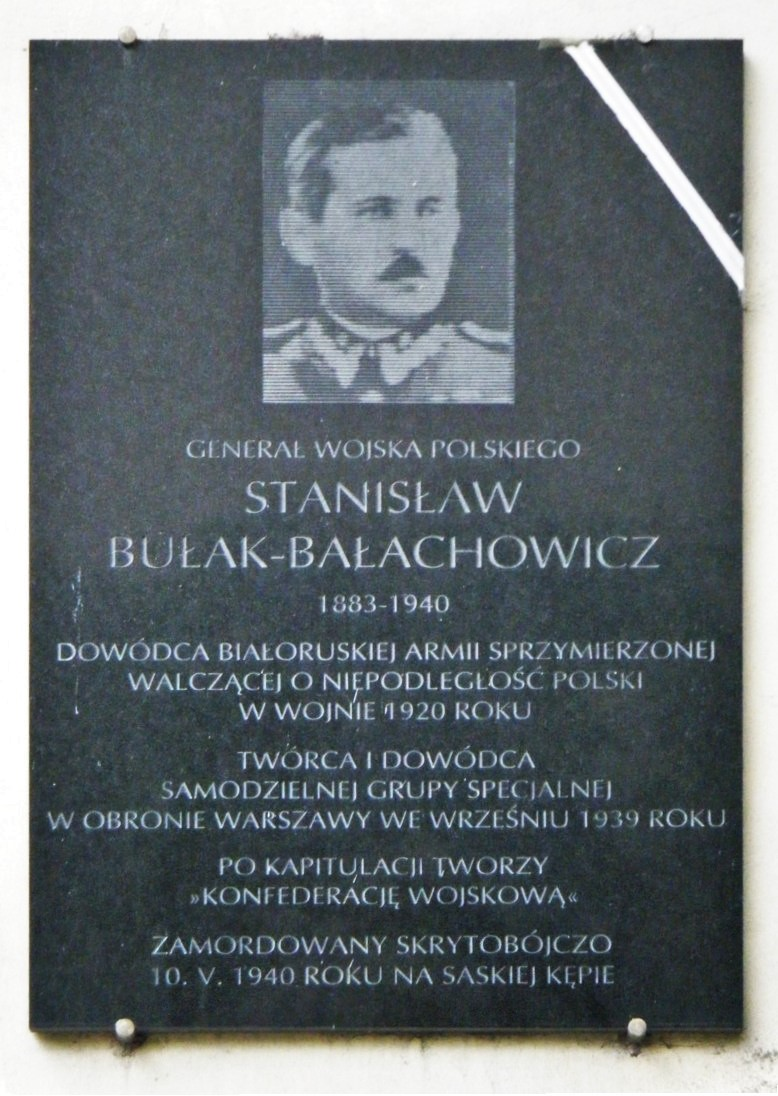
Tablica poświęcona gen. Stanisławowi Bułak-Bałachowiczowi